# Laraïba Seibou
Laraïba Seibou, född 6 december 2000, är en beninsk simmare.
Seibou tävlade för Benin vid olympiska sommarspelen 2016 i Rio de Janeiro, där hon blev utslagen i försöksheatet på 50 meter frisim.